# 397 f.Kr.

## Händelser

### Efter plats

#### Grekland
- Kung Agesilaios II av Sparta får en bön från jonierna om hjälp mot den persiske kungen Artaxerxes II, varvid Agesilaois inleder ett mycket ambitiöst fälttåg i Mindre Asien.

#### Karthago
- Karthagerna grundar staden Lilybaeum på Sicilien som ersättning för Motya.
- Himilco överskeppar sig och en ny armé från Karthago till Sicilien, erövrar nordkusten, tvingar Dionysius på defensiven och börjar belägra Syrakusa. Den karthagiska armén drabbas dock återigen av pesten. Syrakusaborna genomför ett motanfall och krossar Himilkos armé, varvid han tvingas fly tillbaka till Karthago.

## Födda
- Dionysios d.y., son till Dionysios d.ä., tyrann av Syrakusa (död 343 f.Kr.)
- Antipater, makedonisk general (död 319 f.Kr.)